# Gamay
El gamay és una varietat de raïm negre del qual s'obté el beaujolais.
A la Loira, Suïssa i la  Savoia se n'obté un vi molt lleuger.
També se'n conrea en altres AC de Borgonya, Anjou, Ardèche, Haut Poitou, etc. A Califòrnia és anomenat napa gamay.

## Ús gastronòmic
Els vins fets amb aquesta varietat de raïm combinen molt bé amb els embotits, formatges frescos i aperitius. També són emprats per a la fabricació de certs vins escumosos.